# Châtel
 Châtel  (en francoprovenzal Chatél) es una población y comuna francesa, en la región de Auvernia-Ródano-Alpes, departamento de Alta Saboya, en el distrito de Thonon-les-Bains y cantón de Abondance.
No está integrada en ninguna Communauté de communes u organismo similar. Es miembro del Syndicat Intercommunal à la Carte de la Vallée d'Abondance.

## Demografía
| 618 | 88 | 282 | 506 | ABS. | 500 | 458 | ABS. | 458 | 454 | 443 | 467 | 473 | 496 | 499 | 550 | 593 | 610 | 643 | 562 | 511 | 534 | 501 | 493 | 565 | 563 | 642 | 755 | 848 | 1 024 | 1 255 | 1 190 | 1 243 |
| Para los censos de 1962 a 1999 la población legal corresponde a la población sin duplicidades (Fuente: INSEE [Consultar]) |    |     |     |      |     |     |      |     |     |     |     |     |     |     |     |     |     |     |     |     |     |     |     |     |     |     |     |     |       |       |       |       |